# Anaerobi
Un anaerobi (del grec ἄν- [prefix negatiu], ἀήρ "aire" i βίος "vida") és l'organisme que es desenvolupa en absència d'oxigen lliure.

## Tipus
Segons la seva tolerància a l'oxigen se'n diferencien tres tipus:
- Anaerobis estrictes: Moren en presència d'oxigen.
- Anaerobis facultatius: Poden utilitzar l'oxigen quan hi és present.
- Aerotolerants: Poden viure en contacte amb l'oxigen, però no poden aprofitar-se'n.

## Metabolisme
Els organismes anaeròbics poden tenir dos tipus de metabolisme: 
- la fermentació com per exemple S. pyogenes que és aerotolerant i es troba en el tracte respiratori o com G. lamblia que fa una fermentació de la glucosa
- la respiració anaeròbica com és el cas de M. formicicum i que és un anaerobi estricte.